# منطقة كودالور
كودالور رمزها «CU» (بالإنجليزية: Cuddalore)‏ ، هو تقسيم إداري لدولة الهند تتبع ولاية تاميل نادو (بالإنجليزية: Tamil  Nadu)‏ ، مركزها هو مدينة كودالور (بالإنجليزية: Cuddalore)‏ عدد سكانها حسب تعداد سنة 2001 هو 2,280,530 ، مساحتها 3,999 كم² وكثافة السكان 570 لكل كم² .